# 秋本食品
秋本食品株式会社（あきもとしょくひん、英: AKIMOTO FOODS Co.,Ltd.）は、神奈川県綾瀬市早川に本社を置く、漬物の製造・販売を行う企業。

## 概要
1933年（昭和8年）に「秋本漬物工業」として創業。創業者の秋本信善が神奈川県藤沢市において沢庵漬けの修行を始めた1933年10月19日を創業日として定めている。2代目社長である秋本善幸は大根の品種改良も手がけ、1958年（昭和33年）に行われた全国漬物品評展示会では内閣総理大臣賞、農林大臣賞を受賞した。創業当初は藤沢市から鎌倉市にかけて販路を持っていたが、先述の受賞をきっかけとして首都圏中心に全国規模へ成長した。自社工場における漬物製造の他、中小漬物メーカーからの買い付けや卸売・小売も手がけ、1979年（昭和59年）からは惣菜の製造にも進出している。
2012年（平成24年）現在、漬物業者の売上高としてはピックルスコーポレーション、東海漬物に次いで第3位につく。関東・東北・東海地方ないし日本全国で大きなシェアを持つと報じられている。また、東京ソラマチに直営店を出店している。
本社工場には物故社員を祀る社員供養塔の他、食材となった野菜を祀る野菜供養塔があり、毎朝社員一同拝礼する習わしがある。
秋本食品が6割強を出資するグループ企業として株式会社アキモ（旧・栃木秋本食品株式会社、2006年（平成18年）3月21日に社名変更）があり、秋本食品とは別に独自の商品開発を行っている。

## 沿革
- 1933年（昭和8年） - 創業者の秋本信善によって野菜の漬物加工を開始。
- 1941年（昭和16年） - 神奈川県内に4工場開設。社名を秋本食糧工業社に変更。
- 1960年（昭和35年） - 栃木県宇都宮市に分工場としてキヌ川食品株式会社を設立。
- 1973年（昭和48年） - キヌ川食品を栃木秋本食品株式会社に社名変更。
- 1974年（昭和49年） - 静岡秋本食品株式会社を開設。
- 1982年（昭和57年） - 創立50周年。社名を秋本食品株式会社に変更。
- 1996年（平成8年） - 神奈川の漬物・土産店として鎌倉あきもとを開店。
- 2002年（平成14年） - 綾瀬市に湘南工場・物流センターを開設。本社機能を移転。